# فندق الصحراء
فندق الصحراء (بالإنجليزية: Hotel Sahara)‏ و فيلم بريطاني كوميدي حربي أُنتج عام 1951، من إخراج كين أناتكين.

## ملخص الفيلم
تدور أحداث الفيلم خلال الحرب العالمية الثانية في فندق صغير يقع في صحراء شمال أفريقيا. يضطر مدير الفندق وخطيبته إلى التعامل بذكاء مع تغير القوات المحتلة، بين الإيطاليين والبريطانيين والألمان والفرنسيين. يغيران ولاءاتهما باستمرار حفاظًا على حياتهما وسلامة الفندق.

## ممثلون
- إيفون دي كارلو
- بيتر أوستينوف
- ديفيد توملينسون
- ألبرت ليفين
- بيل أوين
- أولغا لوي
- جويدو لورين
- ميراي بيري
- فيردى ماين

## وصلات خارجية
- فندق الصحراء علي موقع IMDb
- فندق الصحراء علي موقع TMDB